# Kvilundasjön
Kvilundasjön är en sjö i Norrtälje kommun i Uppland och ingår i Broströmmens huvudavrinningsområde. Sjön har en area på 0,0969 kvadratkilometer och ligger 6,2 meter över havet.

## Delavrinningsområde
Kvilundasjön ingår i det delavrinningsområde (663653-166585) som SMHI kallar för Inloppet i Gillfjärden. Medelhöjden är 12 meter över havet och ytan är 18,08 kvadratkilometer. Räknas de 16 avrinningsområdena uppströms in blir den ackumulerade arean 211,17 kvadratkilometer. Avrinningsområdets utflöde Broströmmen mynnar i havet. Avrinningsområdet består mestadels av skog (37 procent), öppen mark (15 procent) och jordbruk (44 procent). Avrinningsområdet har 0,41 kvadratkilometer vattenytor vilket ger det en sjöprocent på 2,3 procent.